# 中国紫檀博物馆横琴分馆

中國紫檀博物館橫琴分館是位於中國廣東省珠海市橫琴島的一座專題類博物館，亦是北京中國紫檀博物館之分館。中國紫檀博物館橫琴分館外形仿照明清古典宮殿而建成，整體建築面積達12000多平方米，設有中央大廳、陳列廳、貴賓廳、會議室、新聞發佈廳、紫檀文化大講堂、多功能廳等室內場地。2019年12月18日開幕。
中國紫檀博物館橫琴分館自開幕以來舉辦過多次特展，包括宮廷傢具展、澳門歷史照片展等。

## 歷史
2017年，故宮博物院、珠海市橫琴新區管委會、北京中國紫檀博物館三方於北京簽署合作框架協議，並表明將於橫琴合作建設中國紫檀博物館分館，目的為慶祝澳門回歸二十週年、促進粵港澳三地文化交流。

## 結構
中國紫檀博物館橫琴分館分三層，第一層為常設展廳，分為東西兩廳；二樓為文創區，設有紫檀念珠、手串和古色香爐等文創飾品；第三層則為特展展覽廳。

## 相關資訊
- 開放時間：週三至週日9時至17時（逢週一、週二閉館）
- 入場費：50元（6歲或以下、身高1.2米或以下之兒童免費）

## 外部連結
- 官方网站